# ميرين

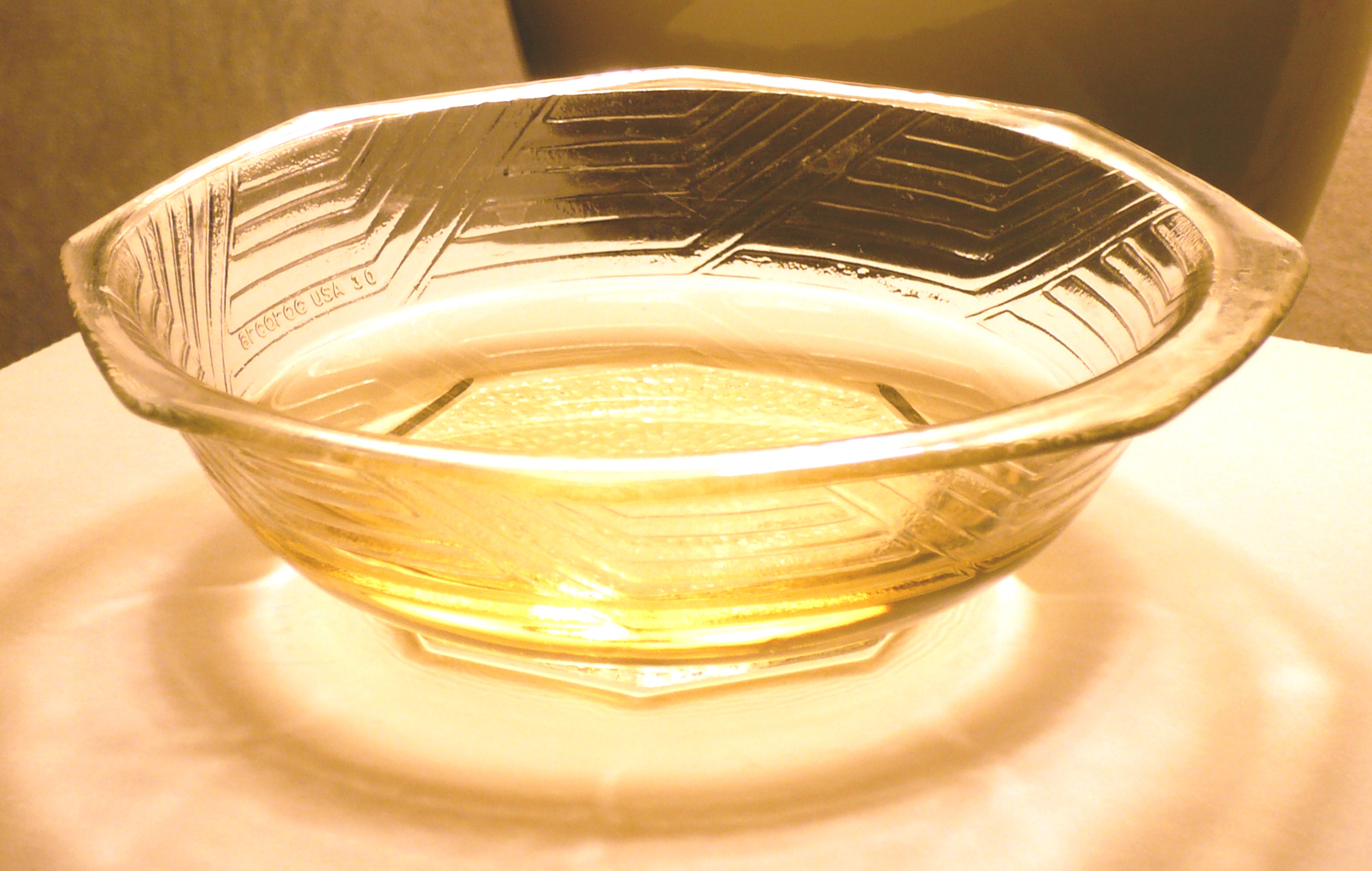
إناء من الميرين

ميرين (باليابانية: (味醂 أو みりん، بالروماجي: Mirin) هو أحد التوابل الأساسية المستعملة في المطبخ الياباني. هو نوع من خمور الأرز يشبه «الساكي» لكن بسكريات أكثر وكحول أقل. مكون السكر به عبارة عن كربوهيدرات معقدة تتكون طبيعا أثناء عملية التخمر؛ ولا يضاف عليه سكر صناعي. تنخفض نسبة الكحول بشكل كبير عند تسخين السائل.
توجد ثلاثة أنواع شائعة من ميرين، أولها هون ميرين (حرفيا: ميرين حقيقي) والذي يشكل الكحول %14 منه ونتج عبر عملية تحلل مائي تستغرق من 40 إلى 60 يوما. النوع الثاني هو شيو ميرين الذي قد ينخفض فيه الكحول إلى %1.5 لتفادي ضرائب الكحول. والنوع الثالث هو شين ميرين (حرفيا: ميرين جديد) أو ميرين-فو تشوميريو (حرفيا: تتبيل مشابه للميرين)، يشكل الكحول أقل من %1 منه لكنه يحتفظ على نفس النكهة.
في فترة إيدو استهلك ميرين كحساء أمازاكي. يمكن تحضير وجبة توسو التي تستهلك في رأس السنة اليابانية عن طريق تغطيس خليط من التوابل بالميرين.
في طريقة طبخ «كانساي» يغلى ميرين قبل استعماله ليتبخر بعض الكحول، بينما في طريقة طبخ «كانتو» يستعمل ميرين دون معالجته. يسمى ميرين المغلى بأسلوب «كانساي» نيكيري ميرين (|煮切り味醂) (حرفيا: ميرين مغلى تماما).

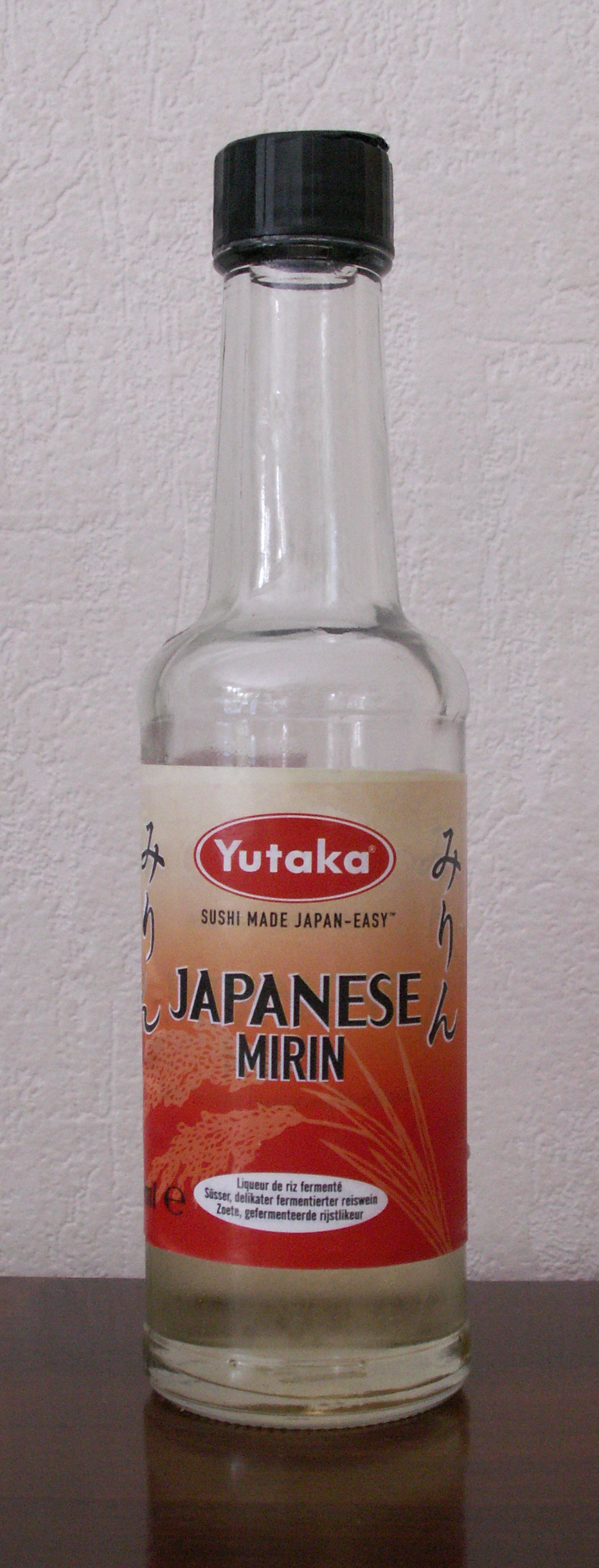
قنينة من ميرين ياباني

يستعمل ميرين لتتبيل السمك المشوي أو إزالة رائحته، فتستعمل عادة كمية قليلة منه بدل السكر أو صلصة الصويا. لكن يجب عدم استعماله أكثر من اللازم بسبب طعمه القوي. يستعمل أحيانا مع السوشي كما قد يستعمل في صلصة تيرياكي.
عين تجار ميرين يوم 30 نونبر كيوم هون ميرين لأن نطق كلمات التاريخ يشبه '11' (جيد، いい) و '30' (ميرين، みりん).

## الاستعمالات
يستعمل ميرين أيضا لصناعة صلصات أخرى:
- صلصة كاباياكي (صلصة الانقليس): ميرين، صلصة الصويا، انقليس أو عظام السمك
- صلصة نيكيري ميرين: صلصة الصويا، داشي، ميرين، ساكي
- سوشي سو (خل أرز السوشي): خل خمر الأرز، سكر، صلصة نيكيري ميرين